# Helenos (Sohn des Priamos)

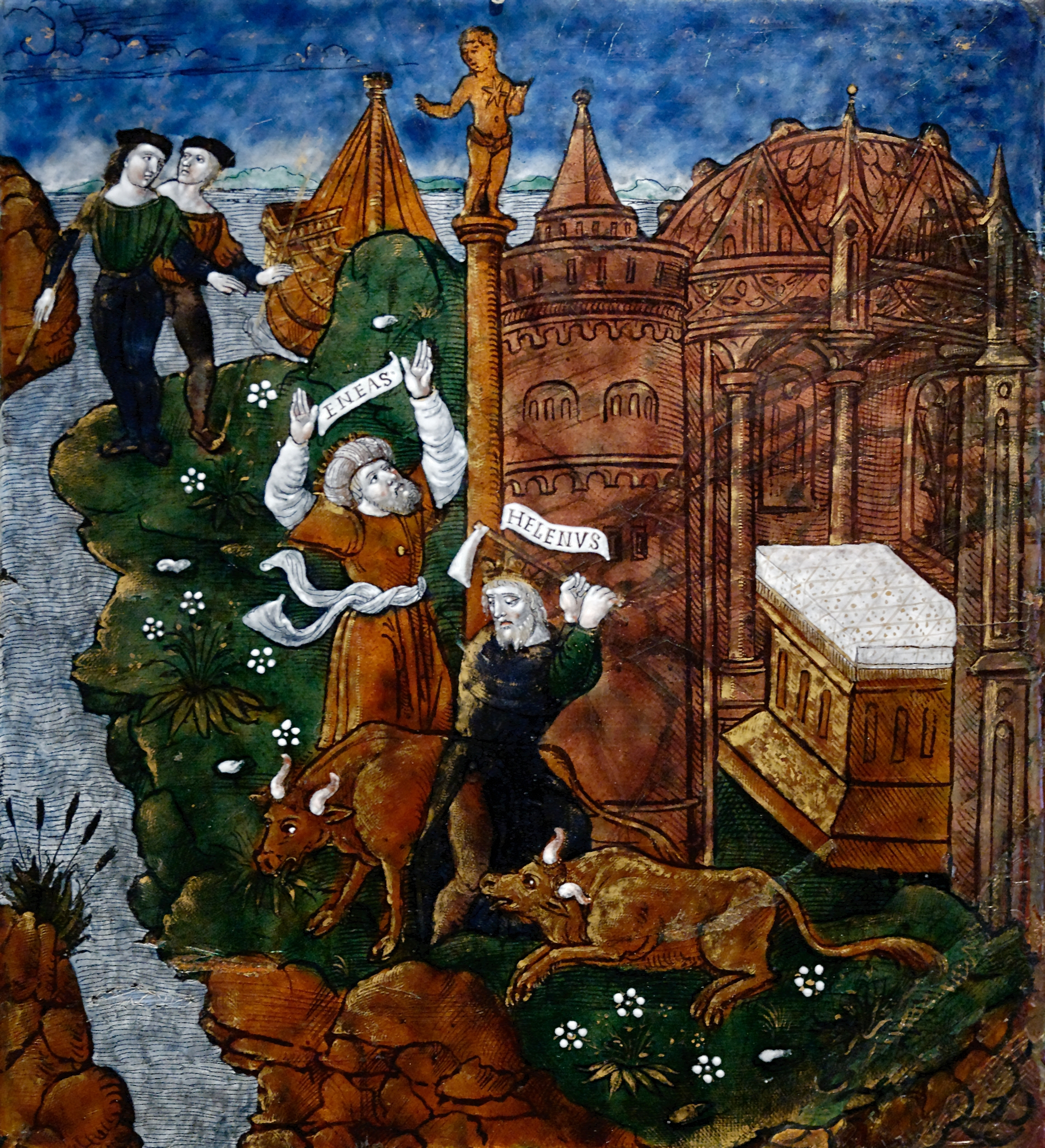
Aeneas und Helenos opfern
(Limoges-Email Plaque, ca. 1530)

Helenos (altgriechisch Ἕλενος Hélenos), ursprünglich Skamandrios genannt, ist in der griechischen Mythologie ein trojanischer Prinz, Sohn des Priamos und der Hekabe und Zwillingsbruder von Kassandra. 
Er soll wie Kassandra seherische Fähigkeiten gehabt haben. Vor Paris’ Abreise nach Griechenland warnte er vergeblich davor, dass Paris eine griechische Frau entführen und damit den Fall Trojas verursachen würde.
Helenos erteilte im Trojanischen Krieg Hektor und Aineias öfters Ratschläge, nahm aber auch aktiv am Kampfgeschehen teil. Er führte zusammen mit Deiphobos und Asios eine der fünf trojanischen Heerscharen beim Angriff auf das griechische Lager. Nachdem er den Deipyros getötet hatte, griff Menelaos ihn an. Helenos schoss mit dem Bogen nach ihm, doch der Pfeil prallte ab. Menelaos traf ihn mit dem Speer an der Hand, woraufhin Helenos floh. Später gelang es ihm sogar, Achilleus mit einem Pfeil an der Hand zu verwunden.
Nach dem Tod von Paris stritten Helenos und Deiphobos um Helena. Als Deiphobos ihre Hand erhielt, verließ Helenos Troja und zog sich auf das Ida-Gebirge zurück. Da der griechische Seher Kalchas weissagte, Helenos wisse, wie die Griechen Troja erobern könnten, suchte Odysseus nach Helenos und nahm ihn gefangen. Helenos wurde gezwungen, den Griechen zu verraten, dass sie nur siegen könnten, wenn sie die Gebeine des Pelops holten, Neoptolemos, der Sohn des Achilleus, für sie kämpfe und sie das Palladion aus der Stadt entwendeten. Er verriet auch, dass sie die Hilfe von Philoktetes benötigten.
Einer anderen Version zufolge verließ Helenos die Stadt nach einem Streit mit Paris. Der Priester Chryses verriet den Griechen seinen Aufenthaltsort, und Odysseus und Diomedes nahmen ihn gefangen. Im griechischen Lager entlockte dann Chryses Helenos, wie Troja erobert werden könne, und teilte es den Griechen mit. Danach blieb Helenos freiwillig bei den Griechen. Dieser Version zufolge war er auch der eigentliche Urheber der Idee, Troja durch ein hölzernes Pferd zu erobern.
Nach dem Krieg wanderte er mit Neoptolemos zu den Molossern in Epirus aus. Neoptolemos wurde ihr König und zeugte mit Andromache, der gefangenen Witwe von Hektor, den Molossos. Helenos gründete die Stadt Bouthroton und erhielt einer Version zufolge Neoptolemos’ Mutter Deidameia zur Frau. Später heiratete Helenos Andromache und bekam von ihr einen Sohn Kestrinos. Nach dem Tod von Neoptolemos überließ er die Herrschaft dem Molossos und begnügte sich mit einem Teil des Reiches, den er Chaonia nannte. Dort wurde er von Aineias besucht, dem er die Zukunft prophezeite und ihn reich beschenkte.
Einer anderen Version zufolge wurde Helenos nach Kriegsende von Agamemnon freigelassen, erlangte auch die Freiheit für seine Mutter Hekabe, Kassandra und Andromache und wanderte mit ihnen auf den Chersonesos aus.
Die Argiver behaupteten in der Antike, Helenos liege in ihrer Stadt begraben.